# Order in the Court
Albums de Queen Latifah
Black Reign
(1993) She's a Queen: A Collection of Hits
(2002)
Singles
1. It's Alright
Sortie : 29 juin 1998
2. Bananas (Who You Gonna Call?)
Sortie : 14 avril 1998
3. Paper
Sortie : 5 mai 1998

Order in the Court est le quatrième album studio de Queen Latifah, sorti le 16 juin 1998.
L'album s'est classé 16e au Top R&B/Hip-Hop Albums et 95e au Billboard 200.
La chanson Life est un hommage à Tupac Shakur et The Notorious B.I.G., tous deux assassinés respectivement en 1996 et 1997.

## Liste des titres
| No  | Titre                                                                                          | Contient un (des) sample(s) de                                                              | Durée |
| --- | ---------------------------------------------------------------------------------------------- | ------------------------------------------------------------------------------------------- | ----- |
| 1.  | Bananas (Who You Gonna Call?) (featuring Apache – Produit par Marcus DL)                       | Fu-Gee-La des Fugees                                                                        | 4:00  |
| 2.  | Court Is in Session (Produit par Big Jaz)                                                      | What Am I Missing? de Rufus & Chaka Khan                                                    | 3:52  |
| 3.  | No / Yes Skit (featuring Foot et Monifah – Produit par Marcus DL)                              |                                                                                             | 0:44  |
| 4.  | No / Yes (Produit par Clark Kent)                                                              |                                                                                             | 4:50  |
| 5.  | Turn You On (Produit par Al West et Chad Elliott)                                              | I Didn't Mean to Turn You On de Cherrelle (en)                                              | 4:21  |
| 6.  | Black on Black Love (featuring Antonique Smith et Next – Produit par Darren Lighty et Kay Gee) | Just Another Day de Queen Latifah Make Me Say It Again Girl (Part 1 & 2) des Isley Brothers | 4:05  |
| 7.  | Parlay (featuring Markita – Produit par Divine Styler, Kendu et Queen Latifah)                 | Get Outta Yourself de Rupert Holmes                                                         | 4:51  |
| 8.  | Paper (featuring Jaz-A-Belle – Produit par Jerry Duplessis et Pras)                            |                                                                                             | 4:00  |
| 9.  | What Ya Gonna Do (featuring Inaya Jafan – Produit par Kendu et Queen Latifah)                  |                                                                                             | 4:33  |
| 10. | It's Alright (featuring Lil' Mo – Produit par Darryl McClary et Mike Allen)                    | I Want to Thank You d'Alicia Myers                                                          | 3:45  |
| 11. | Phone Call (featuring Markita – Produit par Queen Latifah)                                     |                                                                                             | 0:34  |
| 12. | Brownsville (featuring Markita – Produit par Divine Styler, Kendu et Queen Latifah)            | Hobo Scratch de Malcolm McLaren & World's Famous Supreme Team                               | 4:40  |
| 13. | I Don't Know (featuring Sisqó – Produit par Diamond D)                                         | Big Poppa de The Notorious B.I.G. Do What Cha Wanna du Billy Cobham George Duke Band        | 4:29  |
| 14. | Life (featuring Markita – Produit par Darren Lighty et Kay Gee)                                | You're Not the Man de Sade Just Another Day de Queen Latifah                                | 5:41  |

| 15. | Let Her Live (featuring Next – Produit par Chad Elliott) | That Girl de Stevie Wonder U.N.I.T.Y. de Queen Latifah | 3:40 |

| 16. | Keep Your Head to the Sky | Saturday Love de Cherrelle & Alexander O'Neal | 3:59 |